# Внешняя политика Сейшельских Островов
Внешняя политика Сейшельских Островов — общий курс Сейшельских Островов в международных делах. Внешняя политика регулирует отношения Сейшельских Островов с другими государствами. Реализацией этой политики занимается министерство иностранных дел Сейшельских Островов.

## История
Сейшельские Острова следуют политике нейтралитета и решительно поддерживают принцип сокращения присутствия сверхдержав в Индийском океане. Внешнеполитическая позиция Сейшельских Островов соответствует принципам Движения неприсоединения. Россия, Великобритания, Франция, Индия, Китай, Ливия и Куба имеют посольства в Виктории.
17 марта 2008 года правительство Сейшельских Островов отозвало дипломатическое признание Сахарской Арабской Демократической Республики.
Правительство Сейшельских островов является одним из сторонников концепции установления зоны мира в Индийском океане и выступает за прекращение присутствия Соединённых Штатов Америки на острове Диего-Гарсия. Однако страна проводит прагматичную политику и принимает на своей территории экипажи американских кораблей, которые присутствуют в Персидском заливе и Индийском океане.
В своих международных отношениях Сейшельские Острова максимизируют выгоды, которые получают от соперничества Китая и Индии в отношении стратегического водного пути, на котором находится это островное государство:{{{1}}}.

## Членство в организациях
Государство является членом Организации Объединённых Наций, Африканского союза, Содружества наций, Международного валютного фонда (МВФ) и Всемирного банка (ВБ).